# 1808年5月3日、マドリード
『1808年5月3日、マドリード』（1808ねん5がつ3か マドリード、スペイン語: El tres de mayo de 1808 en Madrid）は、スペインの画家フランシスコ・デ・ゴヤが1814年に描いた絵画作品で、2つの連作のうちの1つである。『プリンシペ・ピオの丘での虐殺』（スペイン語: Los fusilamientos de la montaña del Príncipe Pío）という名でも知られる。

## 概要
本作は連作になっており『1808年5月2日、エジプト人親衛隊との戦闘』の後、1808年5月2日夜間から翌5月3日未明にかけてマドリード市民の暴動を鎮圧したミュラ将軍率いるフランス軍銃殺執行隊によって400人以上の逮捕された反乱者が銃殺刑に処された場面を描いた作品である。
背後の暗闇に王宮が浮び上がる中で、明るく照らされた一人の男に処刑隊の銃弾が向けられた瞬間が描かれている。両手を大きく広げた白い服の男性の右手には殉教者の証である聖痕が見える。処刑を命じられたフランス兵は、誰一人として市民を直視することができず、全員が目を伏せている。
定かではないが「聾者の家」（es:Quinta del Sordo）で処刑の場面を目撃したゴヤが憤怒し、現場に向かい、ランタンの灯りで地面に転がる死体の山を素描したという逸話が残されている。
ゴヤがこの絵を描けたのは、半島戦争、ナポレオン一族治下のスペインが終わった数年後で、スペイン・ブルボン朝のフェルナンド7世が国王にもどってからのことだった。

### 関連文献
- ヒュー・トマス『ゴヤ　1808年5月3日』都築忠七訳、「アート・イン・コンテクスト」みすず書房、1978年